# Evergreen State (Schiff)
Die Evergreen State ist eine 1954 in Dienst gestellte Fähre der US-amerikanischen Reederei Washington State Ferries und das Typschiff der Evergreen-State-Klasse. Sie stand über 60 Jahre lang im aktiven Einsatz, ehe sie im Dezember 2015 ausgemustert wurde. Seit 2017 befindet sich das Schiff im Privatbesitz.

## Geschichte
Die Evergreen State entstand als Typschiff ihrer aus insgesamt drei Einheiten bestehenden Klasse in der Werft der Puget Sound Bridge and Dredging Company in Puget Sound und lief 1954 vom Stapel. Nach der Ablieferung an Washington State Ferries im November 1954 nahm das Schiff am 27. November den Fährdienst von Seattle nach Bainbridge Island auf. 
In den 1960er Jahren wurde die Evergreen State auf die San Juan Islands, wo sie den Großteil ihrer Dienstzeit verbrachte, verlegt. Üblicherweise fuhr das Schiff auf der Strecke von Fauntleroy über Vashon Island nach Southworth.
Am 29. Juni 2014 beendete die Evergreen State ihre letzte planmäßige Überfahrt und diente fortan nur noch als Ersatzschiff für Washington State Ferries. Am 31. Dezember 2015 wurde die Fähre offiziell ausgemustert, im Januar 2016 gab die Reederei den geplanten Verkauf ihrer ältesten Einheit bekannt.
Nach über einem Jahr Liegezeit ging das Schiff im März 2017 für 300.000 US-Dollar in den Besitz von Jones Broadcasting über, die einen weiteren Einsatz in der Karibik planten. Aufgrund von finanziellen Problemen konnte dies jedoch nicht verwirklicht werden. Stattdessen wechselte die Evergreen State noch mehrfach den Besitzer und ankert weiterhin als Auflieger in Olympia. Aufgrund offener Rechnungen Eigners musste das Schiff den Hafen wieder verlassen und wechselte erneut den Besitz.
Im Oktober 2021 wurde die Evergreen State von ihrem neuen Eigentümer nach Langley geschleppt, im Sommer 2022 ist ein Umbau des Schiffes geplant. So soll die Fähre Elektromotoren erhalten und mit Solarmodulen betrieben werden. An Bord geplant sind Wohnungen und Büroräume, zudem soll das ehemalige Autodeck des Schiffes für Konzerte und Veranstaltungen genutzt werden. Ein Termin zur Fertigstellung ist (Stand Juni 2022) noch nicht bekannt.